# Mike Conway
Mike Conway (Bromley, Londen, 19 augustus 1983) is een Britse autocoureur.
Toen hij acht jaar oud was begon hij met karten bij Rye House in Hertfordshire. Daarna ging hij naar de hoogste Britse kartdivisie, de Formule A. Vervolgens ging hij via de Britse Formule Ford en de Formule Renault BARC naar de Britse Formule 3, met Fortec. Zijn eerste jaar was meteen een goede, hij eindigde als derde. In 2006, zijn tweede jaar in de Formule 3, werd hij zelfs kampioen en won hij dat jaar de Grand Prix van Macau. Hij mocht ook een race rijden in de GP2 Series als vervanger van Olivier Pla bij DPR. In 2007 ging hij rijden bij het GP2-team van Super Nova. Hij had een paar goede races en scoorde een aantal punten. Zijn pech was echter dat hij een veel ervarener teamgenoot had, namelijk de Italiaan Luca Filippi. Toch vielen zijn prestaties en zijn cv op bij de teams. Hij mocht eind 2007 testen voor de Formule 1 teams van Honda en Super Aguri, samen met teamgenoot Filippi en een andere GP2-coureur, Andreas Zuber.
Voor 2008 heeft hij een contract getekend bij het GP2-team van Trident.
Conway maakte in 2009 de overstap naar de IndyCar Series en ging aan de slag bij Dreyer & Reinbold Racing. Zijn beste resultaat dat jaar was een derde plaats op de Infineon Raceway. Hij eindigde op de zeventiende plaats in het kampioenschap. In 2011 won hij zijn eerste race in het kampioenschap op het Stratencircuit Long Beach. In 2013 wint hij op Belle Isle Park en in 2014 op Long Beach en het Stratencircuit Toronto, maar omdat hij beide keren niet het gehele seizoen deelnam, eindigde hij in beide seizoenen op de 23e plaats in het kampioenschap.
In het seizoen 2014-2015 zou Conway deelnemen aan het elektrische kampioenschap Formule E voor het team Dragon Racing, met Jérôme d'Ambrosio als teamgenoot. Voorafgaand aan het seizoen werd hij echter vervangen door Oriol Servià. In het seizoen 2015-2016 kwam hij alsnog in actie als vervanger van Jacques Villeneuve bij het team Venturi Grand Prix vanaf het vierde raceweekend op het Stratencircuit Puerto Madero.
In 2021 won Conway de 24 uur van Le Mans als onderdeel van de #7 Toyota Gazoo Racing met Kamui Kobayashi en José María López.